# Pierre-Morains

Pierre-Morains este o comună în departamentul Marne, Franța. În 2009 avea o populație de 94 de locuitori.